# Ángel de Andrés López
Ángel de Andrés López (Madrid, 23 ottobre 1951 – Miraflores de la Sierra, 4 maggio 2016) è stato un attore spagnolo.
Ha esordito nel 1984 con Che ho fatto io per meritare questo? diretto da Pedro Almodóvar.

## Filmografia parziale

### Cinema
- Che ho fatto io per meritare questo? (¿Qué he hecho yo para merecer esto!), regia di Pedro Almodóvar (1984)
- La Celestina, regia di Gerardo Vera (1996)
- Taxi, regia di Carlos Saura (1996)
- 800 balas, regia di Álex de la Iglesia (2002)
- Tiovivo c. 1950, regia di José Luis Garci (2004)

### Televisione
- Manos a la obra - serie TV, 130 episodi (1998-2001)
- Manolo y Benito Corporeision - serie TV, 12 episodi (2006-2007)
- Pelotas - serie TV, 24 episodi (2009-2010)

## Doppiatori italiani
- Luigi Montini in Che ho fatto io per meritare questo?